# 岸大贵
岸大贵（日语：／ Kishi Daiki，1994年9月22日—），日本男子蹦床运动员，2017年世界蹦床锦标赛男子网上团体铜牌得主、2019-2020年蹦床世界杯巴利亚多利德站男子双人网上金牌得主、2019-2020年蹦床世界杯巴库站男子双人网上金牌得主。